# Paris–Roubaix 1978

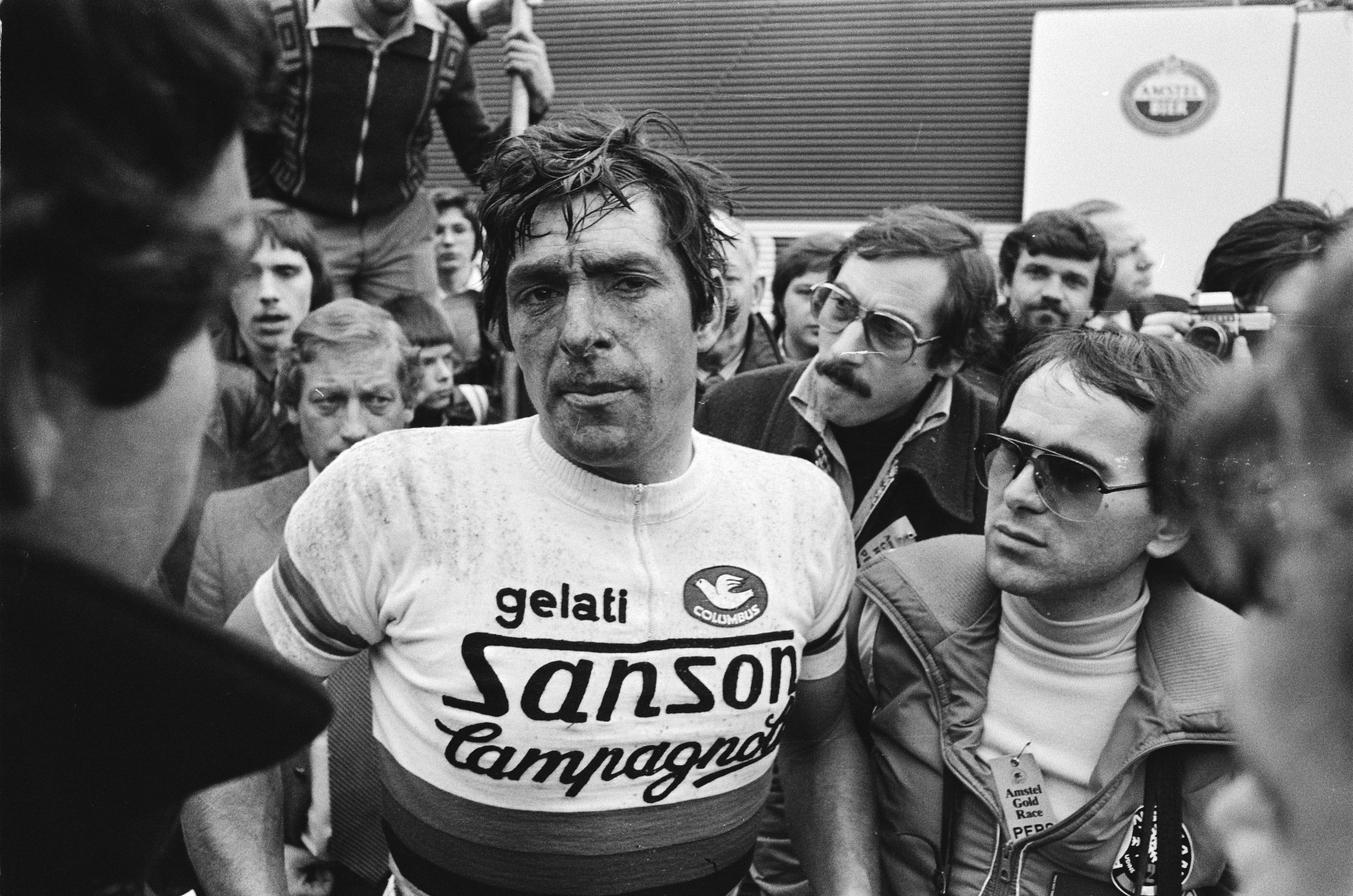
Francesco Moser (bei der Flandern-Rundfahrt 1978)

Das Eintagesrennen Paris–Roubaix 1978 war die 76. Austragung des Radsportklassikers und fand am Sonntag, den 16. April 1978, statt.
Das Rennen führte von Compiègne, rund 80 Kilometer nördlich von Paris, nach Roubaix, wo es im Vélodrome André-Pétrieux endete. Die gesamte Strecke war 263 Kilometer lang. Es starteten 141 Fahrer, von denen sich 40 platzieren konnten. Der Sieger Francesco Moser absolvierte das Rennen mit einer Durchschnittsgeschwindigkeit von 36,49 km/h.
Auf der zweiten Hälfte des Rennens regnete es. Da Moser und Roger De Vlaeminck, der wenige Wochen zuvor Mailand–Sanremo gewonnen hatte, beide für das Team Sanson-Campagnolo fuhren, hatten sie verabredet, sich gegenseitig zunächst nicht zu attackieren. 23 Kilometer vor dem Ziel löste sich Moser vom Peloton und zog De Vlaeminck, Freddy Maertens und Jan Raas mit. Wenige Kilometer später, auf dem Pavé-Sektor von Wannehain fuhr Moser davon, kam damit De Vlaeminck zuvor und holte den Sieg.
Die Deutschen Dietrich Thurau und Gregor Braun wurden 12. und 18.